# Еткульское сельское поселение
Е́ткульское се́льское поселе́ние — муниципальное образование в Еткульском районе Челябинской области Российской Федерации. В рамках административно-территориального устройства муниципальное образование  соответствует административно-территориальной единице Еткульский сельсовет.
Административный центр — село Еткуль.

## История
Статус и границы сельского поселения установлены Законом Челябинской области от 16 ноября 2004 года № 310-ЗО «О статусе и границах Еткульского муниципального района и сельских поселений в его составе».

## Население
| 2002  | 2010  | 2011  | 2012  | 2013  | 2014  | 2015  |
| ----- | ----- | ----- | ----- | ----- | ----- | ----- |
| 6208  | ↗6760 | ↗6762 | ↗6802 | ↘6717 | ↘6706 | ↘6703 |
| 2016  | 2017  | 2018  | 2019  | 2020  | 2021  | 2023  |
| ↗6731 | ↗6740 | ↘6680 | ↘6613 | ↗6678 | ↘6343 | ↗6376 |

## Состав сельского поселения
| № | Населённый пункт | Тип населённого пункта       | Население |
| - | ---------------- | ---------------------------- | --------- |
| 1 | Еткуль           | село, административный центр | ↗6376     |